# Ptychadena pujoli
Espèce
Statut de conservation UICN

 DD  : Données insuffisantes
Ptychadena pujoli est une espèce d'amphibiens de la famille des Ptychadenidae.

## Répartition
Cette espèce est endémique du centre-Ouest de l'Afrique. Elle se rencontre, :
- dans l'ouest de la Côte d'Ivoire ;
- dans le sud de la Guinée ;
- dans le nord du Liberia ;
- dans le nord-est de la Sierra Leone.

## Étymologie
Cette espèce est nommée en l'honneur de Raymond Pujol.

## Publication originale
- Lamotte & Ohler, 1997 : Redécouverte de syntypes de Rana bibroni Hallowell, 1854, désignation d'un lectotype et description d'une espèce nouvelle de Ptychadena (Amphibia, Anura). Zoosystema, Paris, vol. 19, no 4, p. 531-543.